# يوجين جاي جيبس
يوجين جاي جيبس (بالإنجليزية: Eugene J. Gibbs)‏ هو مهندس معماري أمريكي، (و. 1869  م).